# Potentille dorée
Potentilla aurea
Espèce
Classification phylogénétique
La Potentille dorée (Potentilla aurea) est une espèce de plantes à fleurs de la famille des Rosacées.

## Description
C'est un plante vivace haute de 5 à 30 cm, aux feuilles à 5 folioles entourées d'une marge argentée, aux grandes fleurs jaune doré, plus foncé au centre, au calice argenté. La floraison a lieu de mai à août.

## Habitats
On trouve l'espèce dans les rochers, les pâturages rocailleux secs (pelouses et landes), les bois secs, de préférences sur silice, de 1 000 à 2 800 m d'altitude.

## Distribution
En France : Jura, Alpes, Massif central, Pyrénées.